# 라후생 알리
라후생 알리(علي كزافيي الحسين, Lahoussine Ali, 1974년 8월 16일 ~)는 모로코의 플뢰레 펜싱 선수이다. 그는 2012년 하계 올림픽에서 남자 플뢰레 개인전에 출전하였으나, 64강전에서 브라질의 기예르메 툴두에 6-15로 패하며 탈락하였다.